# Merval
Pour les articles homonymes, voir Merval (homonymie).
Merval est une commune déléguée des Septvallons et une ancienne commune française, située dans le département de l'Aisne en région Hauts-de-France.
L'ancienne commune, à la suite d'une décision du conseil municipal et par arrêté préfectoral du 9 novembre 2015, est devenue une commune déléguée de la nouvelle commune, Les Septvallons, depuis le 1er janvier 2016.

## Géographie

### Localisation
Merval est située au sud-est du département de l'Aisne, à vol d'oiseau à 24,5 km au sud de la préfecture de Laon, et à 27 km à l'est de la sous-préfecture de Soissons. Elle se trouve à 3,2 km de Longueval-Barbonval, chef-lieu de la commune de Les Septvallons. 
Avant la création de la commune nouvelle de Les Septvallons, le 1er janvier 2016, Merval était limitrophe du département de la Marne et de 6 communes, Serval (0,8 km), Glennes (1,2 km), Révillon (1,3 km), Blanzy-lès-Fismes (2,4 km), Baslieux-lès-Fismes (3,3 km) et Fismes (5,1 km).
|                   | Révillon       |                             |
| Serval            | Merval         | Glennes                     |
| Blanzy-lès-Fismes | Fismes (Marne) | Baslieux-lès-Fismes (Marne) |

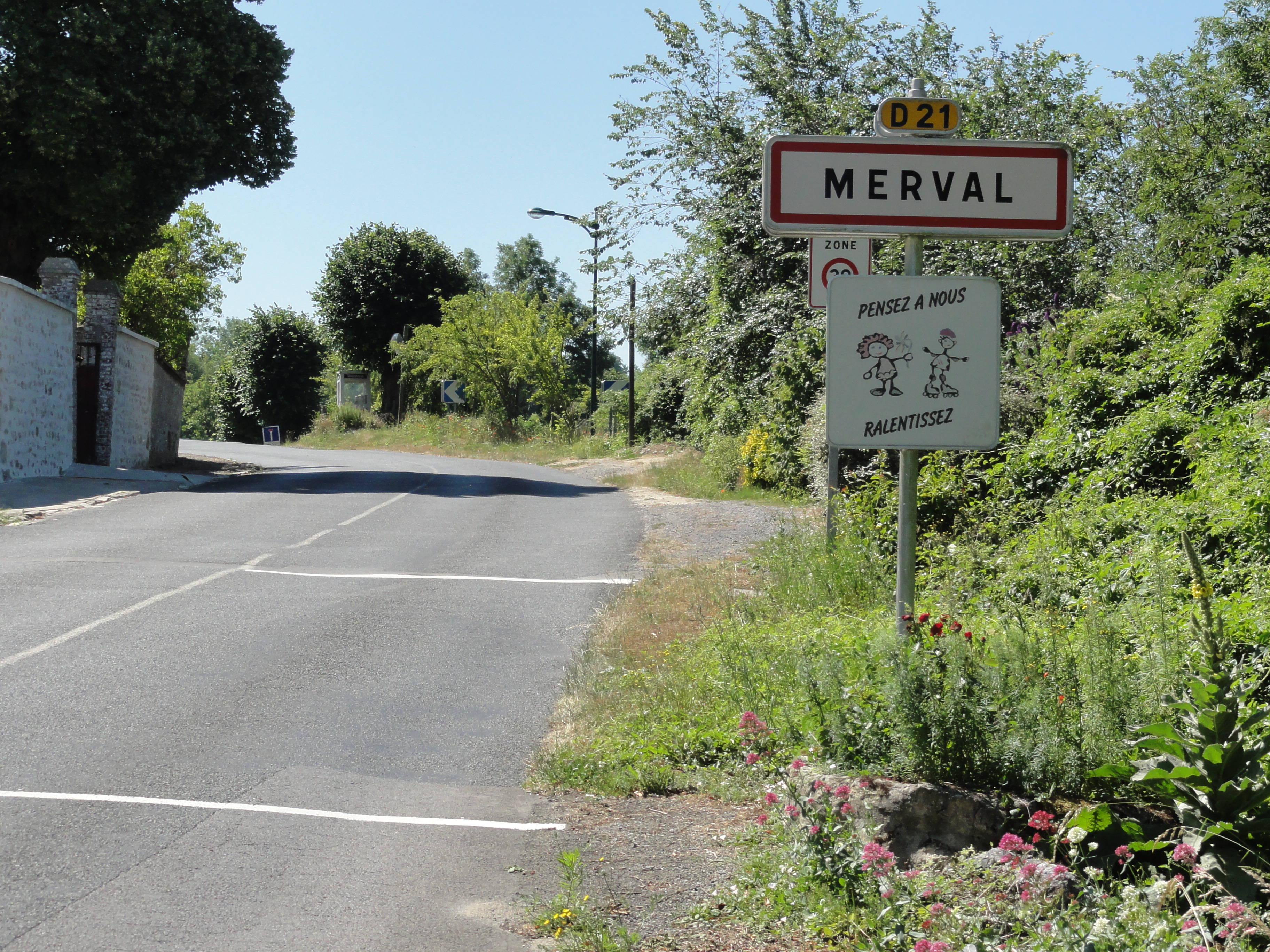
Entrée de Merval.
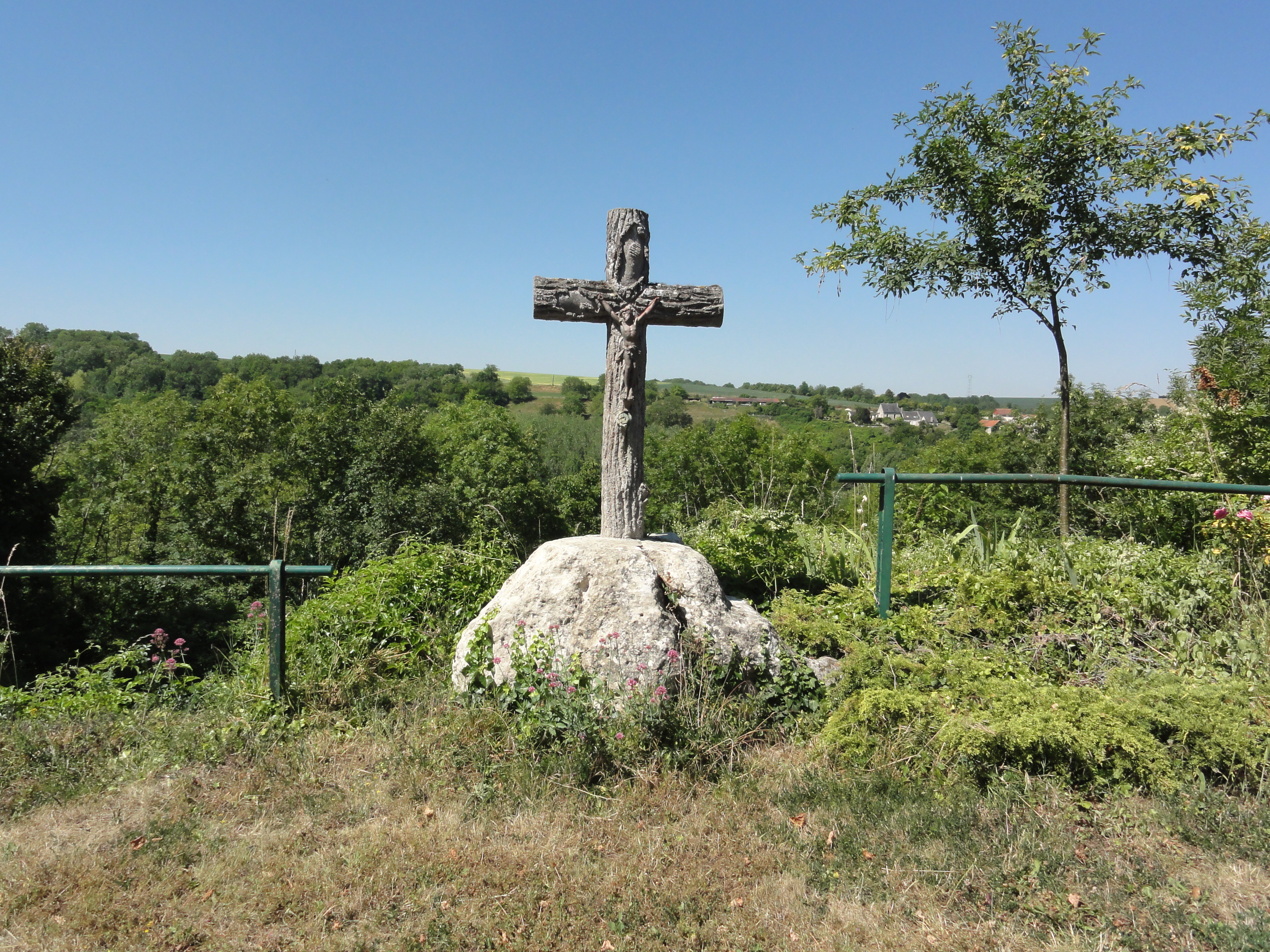
Croix de chemin surplombant le paysage.

## Toponymie
Le nom de la localité est attesté sous les formes Marval (1224) ; Malval (1225) ; Merva (1491).

Deux sens possibles : « mauvais val, mauvaise vallée » ou la « vallée de Maro » (nom de personne germanique). 

## Histoire
Une nécropole mérovingienne a été découverte en 1850 dans le cimetière municipal.

## Politique et administration

### Administration municipale
Le nombre d'habitants de l'ancienne commune étant inférieur à 100, le nombre de membres du conseil municipal est de 7.

### Liste des maires
| Période                                  | Période       | Identité                   | Étiquette | Qualité                                               |
| ---------------------------------------- | ------------- | -------------------------- | --------- | ----------------------------------------------------- |
| Avant 1815                               | 1875          | Thibault Graux             |           |                                                       |
| 1816                                     | 1818          | Pierre Joseph Dubarle      |           |                                                       |
| 1818                                     | 1829          | Pierre Justin Graux        |           |                                                       |
| 1829                                     | 1849          | Louis Charles Marie Robert |           |                                                       |
| 1849                                     | 1852          | Jean Baptiste Morois       |           |                                                       |
| 1852                                     | 1865          | Henri Graux                |           |                                                       |
| 1865                                     | 1874          | Jules Robert               |           |                                                       |
| 1874                                     | 1878          | Émile Graux                |           |                                                       |
| 1878                                     | 1881          | Constantin Vasselon        |           |                                                       |
| 1881                                     | 1896          | Jules Graux                |           | Chevalier de la Légion d'honneur                      |
| 1896                                     | 1900          | Adrien Leblanc             |           | Décédé en cours de mandat                             |
| 1900                                     | 1900          | Léon Petit                 |           | Adjoint remplissant les fonctions de maire            |
| 1881                                     | 1904          | Constantin Vasselon        |           | Décédé en cours de mandat                             |
| 1904                                     | 1905          | Constant Bailly            |           | Adjoint remplissant les fonctions de maire puis maire |
| 1905                                     | Après 1905    | Henri Graux                |           |                                                       |
| Les données manquantes sont à compléter. |               |                            |           |                                                       |
| mars 2001                                | mars 2014     | Philippe Ferté             | DVD       | Agriculteur                                           |
| mars 2014                                | décembre 2015 | Damien Ferté               | DVD       | Agriculteur Fils du précédent maire                   |

### Liste des maires délégués
| Période                                  | Période                       | Identité     | Étiquette | Qualité                                        |
| ---------------------------------------- | ----------------------------- | ------------ | --------- | ---------------------------------------------- |
| janvier 2016                             | mai 2020                      | Damien Ferté | DVD       | Agriculteur                                    |
| mai 2020                                 | En cours (au 18 juillet 2020) | Sylvie Gijon |           | Cadre Maire-adjointe des Septvallons (2020 → ) |
| Les données manquantes sont à compléter. |                               |              |           |                                                |

## Démographie
L'évolution du nombre d'habitants est connue à travers les recensements de la population effectués dans la commune depuis 1793. Pour les communes de moins de 10 000 habitants, une enquête de recensement portant sur toute la population est réalisée tous les cinq ans, les populations de référence des années intermédiaires étant quant à elles estimées par interpolation ou extrapolation. Pour la commune, le premier recensement exhaustif entrant dans le cadre du nouveau dispositif a été réalisé en 2006.

En 2022, la commune comptait 121 habitants, en évolution de −6,2 % par rapport à 2016 (Aisne : −1,97 %, France hors Mayotte : +2,11 %).
| 1793 | 1800 | 1806 | 1821 | 1831 | 1836 | 1841 | 1846 | 1851 |
| ---- | ---- | ---- | ---- | ---- | ---- | ---- | ---- | ---- |
| 71   | 162  | 54   | 54   | 91   | 90   | 86   | 94   | 98   |

| 1856 | 1861 | 1866 | 1872 | 1876 | 1881 | 1886 | 1891 | 1896 |
| ---- | ---- | ---- | ---- | ---- | ---- | ---- | ---- | ---- |
| 103  | 108  | 106  | 95   | 104  | 100  | 109  | 152  | 131  |

| 1901 | 1906 | 1911 | 1921 | 1926 | 1931 | 1936 | 1946 | 1954 |
| ---- | ---- | ---- | ---- | ---- | ---- | ---- | ---- | ---- |
| 139  | 119  | 120  | 121  | 111  | 138  | 109  | 95   | 104  |

| 1962 | 1968 | 1975 | 1982 | 1990 | 1999 | 2006 | 2011 | 2016 |
| ---- | ---- | ---- | ---- | ---- | ---- | ---- | ---- | ---- |
| 84   | 65   | 55   | 73   | 71   | 69   | 79   | 92   | 129  |

| 2021 | 2022 | - | - | - | - | - | - | - |
| ---- | ---- | - | - | - | - | - | - | - |
| 120  | 121  | - | - | - | - | - | - | - |

## Lieux et monuments
- Église Saint-Martin de Merval du XIIe siècle avec son clocher-mur.

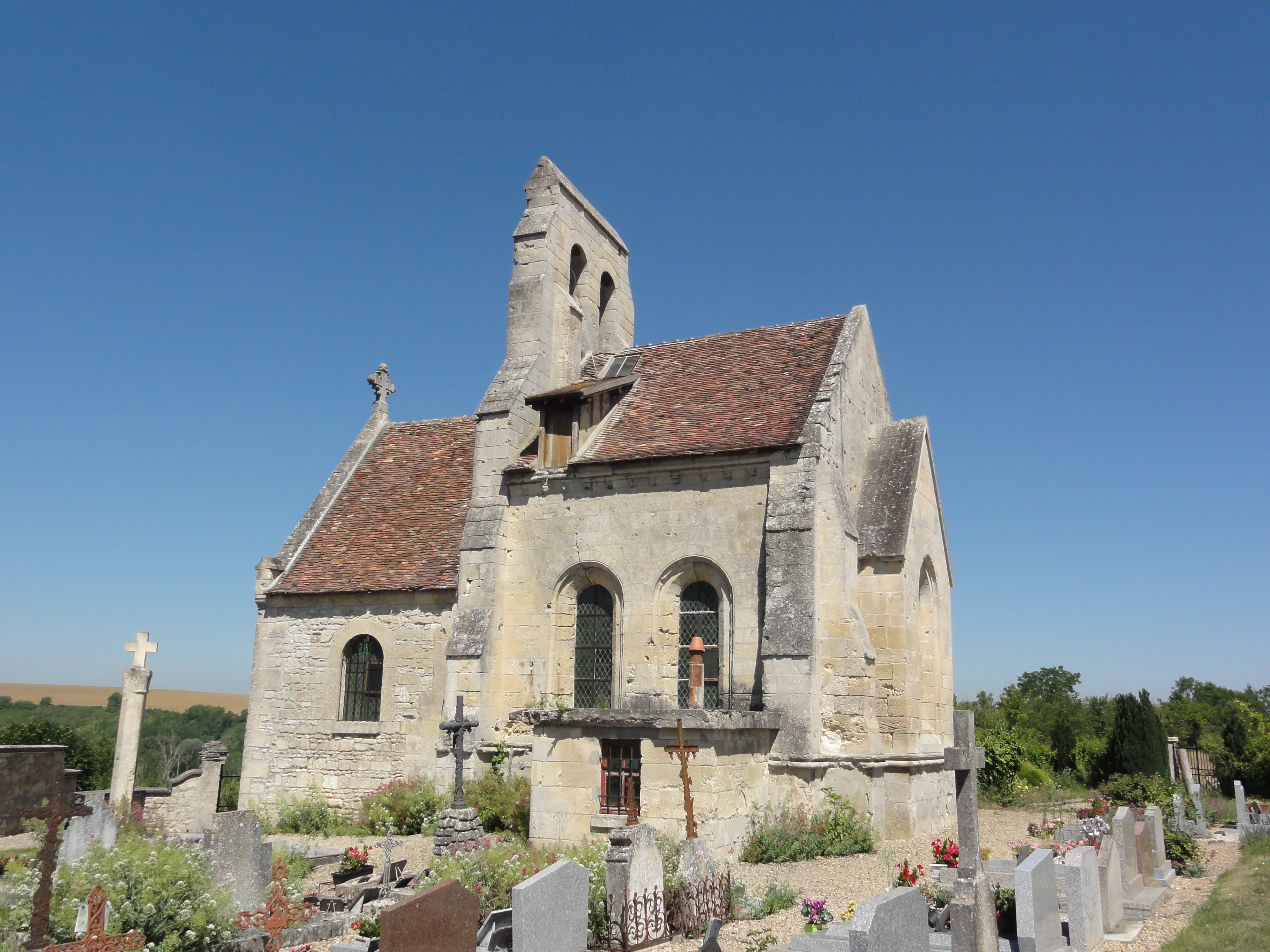
Église Saint-Martin.